# Mont-l’Étroit
Mont-l’Étroit ist eine französische Gemeinde mit 95 Einwohnern (Stand 1. Januar 2022) im Département Meurthe-et-Moselle in der Region Grand Est (bis 2015 Lothringen). Sie gehört zum Arrondissement Toul und zum Kanton Meine au Saintois.

## Geografie
Mont-l’Étroit liegt etwa 21 Kilometer südwestlich von Toul, wenige Kilometer westlich der Autoroute A31 an den Grenzen zu den Départements Meuse und  Vosges. Die Nachbargemeinden von Mont-l’Étroit sind Saulxures-lès-Vannes im Norden und Nordosten, Punerot (im Département Vosges) im Südosten, Ruppes (im Département Vosges) im Süden, Clérey-la-Côte (im Département Vosges) im Südwesten sowie Sauvigny (im Département Meuse) im Westen.

## Geschichte
Der Name der heutigen Gemeinde wurde (vermutlich) im 10. Jahrhundert erstmals in der Form Montenonis in einem Dokument  erwähnt. Gesichert ist der Name als Montes en atroies im Jahr 1402. Im Mittelalter gehörte die Gemeinde zum Gebiet Trois-Évêchés. Genauer zum Amt (Bailliage) Toul des Bistums Toul. Mit dieser Herrschaft fiel die Gemeinde 1552 an Frankreich. Bis zur Französischen Revolution lag die Gemeinde dann im Grand-gouvernement de Lorraine-et-Barrois. Von 1793 bis 1801 war die Gemeinde dem Distrikt Toul zugeteilt und Teil des Kantons Allamps. Von 1801 bis 2015 war die Gemeinde in den Kanton Colombey-les-Belles eingegliedert. Mit Ausnahme der Jahre 1926 bis 1943, als sie zum Arrondissement Nancy gehörte, ist Mont-l’Étroit seit 1801 dem Arrondissement Toul zugeordnet. Die Gemeinde lag bis 1871 im alten Département Meurthe. Der Orkan Lothar zerstörte im Jahr 1999 bedeutende Teile des Waldgebiets der Gemeinde.  

## Bevölkerungsentwicklung
| Jahr                       | 1962 | 1968 | 1975 | 1982 | 1990 | 1999 | 2006 | 2019 |
| Einwohner                  | 77   | 78   | 74   | 56   | 57   | 87   | 110  | 97   |
| Quellen: Cassini und INSEE |      |      |      |      |      |      |      |      |

## Sehenswürdigkeiten
- Kirche Saint-Rémy aus dem 18. Jahrhundert
- Denkmal für die Gefallenen[1]
- Ehemaliges Lavoir (Waschhaus), heute ein Mehrzwecksaal
- Grenzstein Site des trois bornes an der Stelle, wo die Départements Meurthe-et-Moselle, Meuse und Vosges aufeinandertreffen
- drei Wegkreuze; das im Dorfzentrum, das Croix du Vau nordwestlich des Dorfs und das Croix Saint-Rémy an der nördlichen Gemeindegrenze
- wenige Überbleibsel der Römerstraße von Lyon nach Trier

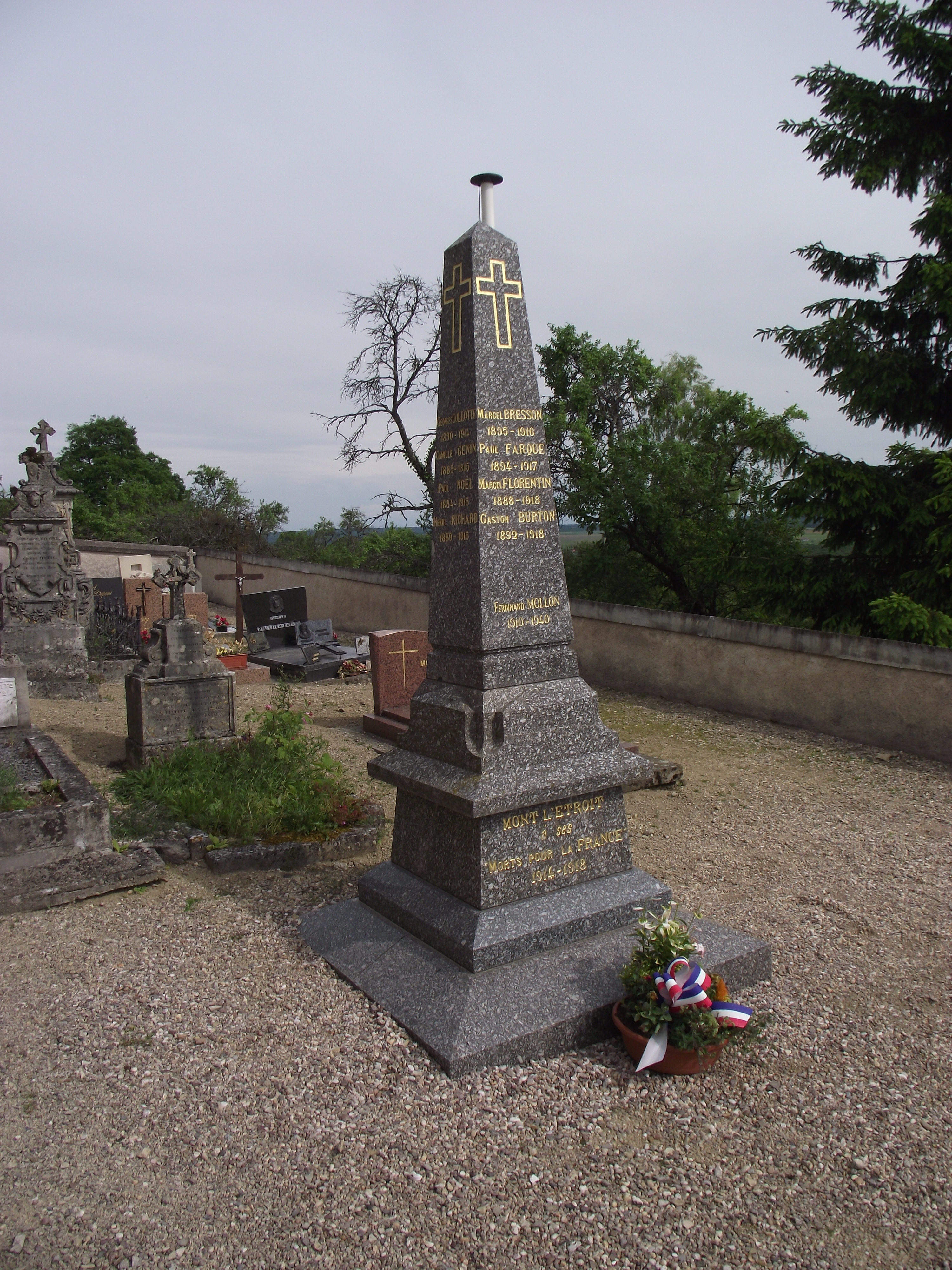
Denkmal für die Gefallenen
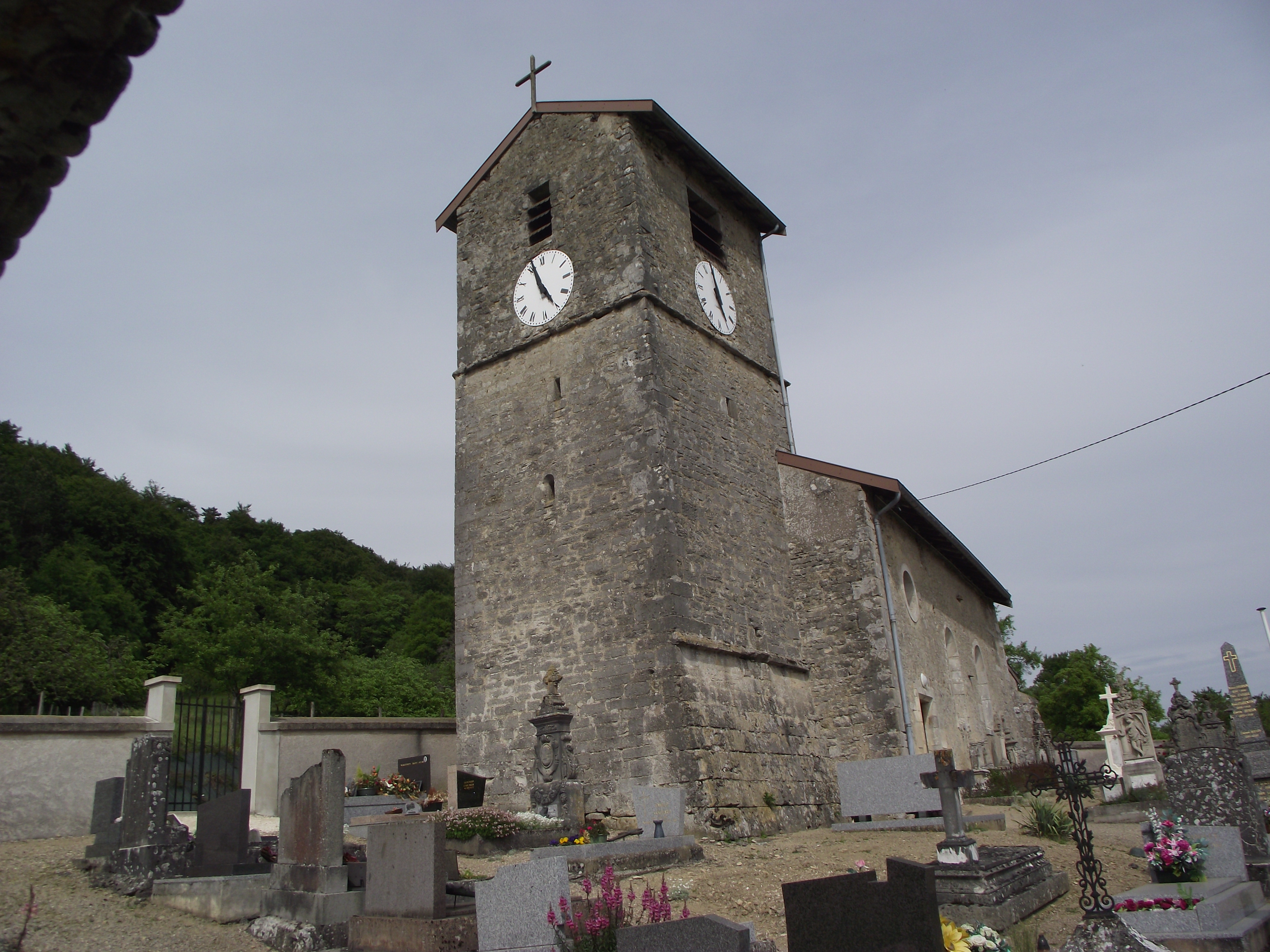
Dorfkirche Saint-Rémy
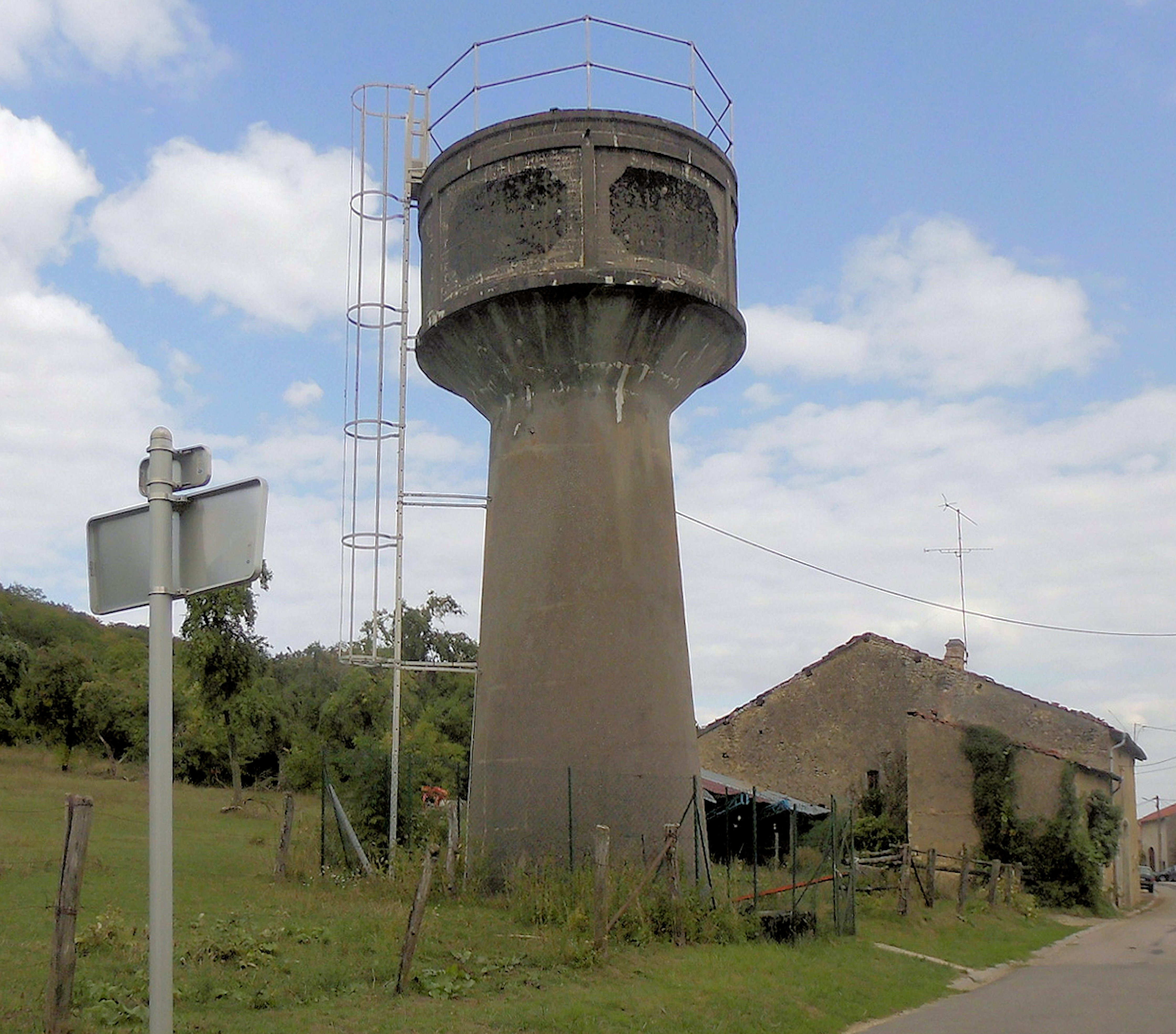
Dorfeingang und Wasserturm